# Puchar Świata w Zapasach 2022 – styl wolny kobiet
W zawodach Pucharu Świata w 2022 roku w stylu wolnym kobiet rywalizowano w dniach 10–11 grudnia w Coralville w USA, na terenie Xtream Arena & GreenState Family Fieldhouse.

## Ostateczna kolejność drużynowa
| Poz. | Państwo              |
| ---- | -------------------- |
|      | Ukraina              |
|      | Chiny                |
|      | Mongolia             |
| 4.   | Stany Zjednoczone    |
| 5.   | Reprezentacja Świata |
| 6.   | Japonia              |

## Wyniki

### Grupa A
| Grupa A     |
| ----------- |
| 1. Ukraina  |
| 2. Mongolia |
| 3. Japonia  |

Wyniki:
- Japonia –  Mongolia 5-5 (18-22)
- Japonia –  Ukraina 5-5 (17-24)
- Mongolia –  Ukraina 3-7

### Grupa B
| Grupa B                 |
| ----------------------- |
| 1. Chiny                |
| 2. Stany Zjednoczone    |
| 3. Reprezentacja Świata |

Wyniki:
- Stany Zjednoczone –  Chiny 2-8
- Stany Zjednoczone – WLD 6-4
- Chiny – WLD 5-5 (22-19)

### Finały
- 3-4  Mongolia –  Stany Zjednoczone 7-3
- 1-2  Chiny –  Ukraina 4-6

## Zawodnicy w poszczególnych kategoriach
| Waga  |                        |                          |                                        | 4                                 | 5                   | 6               |
| ----- | ---------------------- | ------------------------ | -------------------------------------- | --------------------------------- | ------------------- | --------------- |
| 50 kg | Oksana Liwacz          | Zhu Jiang                | Dolgordżawyn Otgondżargal              | Emily Shilson Erin Golston        | Anna Łukasiak       | Hanano Sakurai  |
| 53 kg | Albina Rillia          | Deng Li                  | Ganbaataryn Otgondżargal               | Amy Fearnside Felicity Taylor     | Maria Prewolaraki   | Rino Kataoka    |
| 55 kg | Alina Hruszyna-Akobija | Pang Qianyu              | Bolortuyaa Bat-Ochiryn                 | Jenna Burkert                     | Karla Godinez       | Moe Kiyooka     |
| 57 kg | Julija Ostapczuk       | Feng Yongxin             | Bat-Erdenijn Erdenesuwd                | Amanda Martinez Alexandra Hedrick | Jalə Əliyeva        | Ruka Natami     |
| 59 kg | Iryna Bondar           | Zhang Qi                 | Erchembajaryn Dawaaczimeg              | Michaela Beck Lexie Basham        | Anastasia Nichita   | Himeka Tokuhara |
| 62 kg | Iryna Koladenko        | Luo Xiaojuan Sun Xinyuan | Sücheegijn Cerenczimed                 | Kayla Miracle                     | Ajsułuu Tynybekowa  | Yui Sakano      |
| 65 kg | Kateryna Zełenych      | Long Jia                 | Pürewdordżijn Orchon                   | Mallory Velte                     | Mimi Christowa      | Miyū Imai       |
| 68 kg | Tetiana Sowa           | Zhou Feng Han Yue        | Öldzijsajchany Pürewsüren              | Sienna Ramirez Solin Piearcy      | Irina Rîngaci       | Kumi Kobayashi  |
| 72 kg | Ałła Belinśka          | Qiandegen Chagan         | Ench-Amaryn Dawaanasan                 | Amit Elor Skylar Grote            | Żamiła Bakbergenowa | Yuka Fujikura   |
| 76 kg | Anastasija Osniacz     | Wang Juan                | Oczirbatyn Burmaa Enchbajaryn Cewegmid | Dymond Guilford Yelena Makoyed    | Yasemin Adar        | Nodoka Yamamoto |